# Liceo scientifico statale Gaetano Rummo
Il liceo scientifico statale Gaetano Rummo di Benevento è stato fondato dopo la riforma Gentile del 1923 col nome di "Regio Liceo Scientifico di Benevento".
Oggi il liceo vanta tre diversi indirizzi di studio: indirizzi tradizionale, indirizzi IGCSE e indirizzo sportivo.

## Storia
I corsi nel neonato liceo iniziarono il 1º ottobre 1923 e poco più di un anno dopo, il 14 dicembre 1924, il liceo venne intitolato al medico e politico beneventano Gaetano Rummo. Da quel momento le attività non sono mai state interrotte.

## Strutture

### Sedi
Fino al 1928 l'istituto ha avuto sede nel palazzo della Provincia per poi spostarsi a palazzo Mosti (dal 1928 al 1968), a palazzo Ricciardi (dal 1968 al 1980) e infine, dal 1987, nell'edificio di via Santa Colomba.
La sede si trova a pochi metri dal Piazzale degli Atleti e quindi dallo Stadio Ciro Vigorito.

### Laboratori e spazi
L'Istituto, per svolgere le sue attività, dispone di laboratori di informatica, di scienze, di matematica, di chimica, di fisica e di lingue, oltre ad un'aula magna, una biblioteca informatizzata e una palestra polifunzionale.